# هانس یورگن بچر
هانس یورگن بچر (انگلیسی: Hans-Jürgen Becher؛ زادهٔ ۲۱ سپتامبر ۱۹۴۱) بازیکن فوتبال اهل آلمان است.
از باشگاه‌هایی که در آن بازی کرده‌است می‌توان به باشگاه فوتبال شالکه ۰۴ اشاره کرد.